# Cardamine longii
Cardamine longii là một loài thực vật có hoa trong họ Cải. Loài này được Fernald mô tả khoa học đầu tiên năm 1917.